# El Sol (Colombia)
El Sol es una cadena radial especializada en salsa que pertenece a RCN Radio, uno de los grupos de medios más grandes de Colombia. Su propuesta está enfocada en música tropical, especialmente salsa clásica, romántica y contemporánea.

## Historia
El Sol fue fundada en noviembre de 2005 en la ciudad de Bogotá por Jota Fernando Quintero, inicialmente en la frecuencia 104.4 FM, frecuencia que anteriormente pertenecía a Caracol Radio, donde se emitía una emisora de música vallenata (La Vallenata). Su creación respondió a una decisión estratégica de RCN Radio tras el cambio de formato de Rumba Estéreo, que adoptó una línea 100 % reguetón. El objetivo fue conservar la audiencia aficionada a la música tropical, particularmente la salsa. En el año 2007, El Sol fue retirada de la frecuencia 104.4 FM en Bogotá y trasladada a la frecuencia 96.3 FM en Zipaquirá, municipio cercano a la capital. Esta frecuencia también era operada por RCN Radio y permitía mantener cobertura parcial sobre la Sabana Centro y sectores del norte de Bogotá, aunque con menor alcance frente a la señal original.
En 2008, El Sol finalizó sus emisiones en la frecuencia 96.3 FM. La emisora fue reemplazada por Bolero Estéreo, una nueva propuesta musical de RCN Radio centrada en boleros, orientada a un público adulto mayor. Con este cambio, El Sol desapareció temporalmente del panorama radial en Bogotá, aunque su marca y formato continuaron en otras ciudades del país como Medellín (107.9 FM), Cali (98.0 FM) y Tuluá (96.1 FM), donde la emisora mantenía operaciones locales.
Tras casi una década fuera del dial bogotano, RCN Radio relanzó oficialmente El Sol en Bogotá el 15 de agosto de 2017, esta vez en la frecuencia 105.4 FM, que había sido ocupada anteriormente por Rumba Estéreo.
Esta nueva etapa marcó el regreso definitivo de la salsa a la radio capitalina con una programación más robusta, nuevos segmentos, producción local y una imagen modernizada. El formato incluyó programas como: Sale el Sol, Salsa con Amor, El Solar, Salsabooor, El lado B de la Salsa y Fin de Semana Sol.

## Frecuencias
| Ciudad       | Frecuencia | Código de identificación |
| ------------ | ---------- | ------------------------ |
| Bogotá       | 105.4 FM   | HJL83                    |
| Bucaramanga  | 103.7 FM   | HJA83                    |
| Buenaventura | 92.1 FM    | HJB51                    |
| Cali         | 97.5 FM    | HJLU                     |
| Cartagena    | 102.5 FM   | HJMW                     |
| Cúcuta       | 900 AM     | HJDD                     |
| Ibagué       | 1020 AM    | HJFT                     |
| Medellín     | 107.9 FM   | HJXW                     |
| Santa Marta  | 106.9 FM   | HJM96                    |
| Tuluá        | 96.1 FM    | HJB66                    |
| Tumaco       | 91.1 FM    | HJB43                    |

### Frecuencias anteriores
| Ciudad       | Frecuencia           | Código de identificación | Detalles de la frecuencia |
| ------------ | -------------------- | ------------------------ | --- |
| Barranquilla | 99.1 FM (2022-2025)  | HJEX                     | Fue reemplazada por la emisora hablada La FM. |
| Bogotá       | 104.4 FM (2005-2007) | HJL82                    | Se traslada al dial 96.3 FM, originando desde Zipaquirá. |
| Bogotá       | 96.3 FM (2007-2008)  | HJE31                    | Cede su dial a la emisora Bolero Estéreo. Regresó el 15 de agosto de 2017, en la frecuencia 105.4 FM en reemplazo de Rumba Estéreo.                                                      |
| Cali         | 98.0 FM (2008-2017)  | HJQ53                    | Frecuencia alquilada por RCN Radio para dar paso a la emisora El Sol. El 15 de julio de 2017, intercambió frecuencia con Rumba Estéreo y actualmente transmite en la frecuencia 97.5 FM. |